# François Bernier
François Bernier   (Joué-Étiau, 25 de setembre de 1620 - París, 22 de setembre de 1688) fou un filòsof seguidor de Descartes, metge i viatger francès, famós per la seva classificació de la humanitat en diferents races després de la seva experiència a l'Imperi Mogol. Va participar en els debats filosòfics i literaris del seu temps, així com en expedicions comercials per Àsia i Amèrica. Afirmava que els homes asiàtics, magribins, americans i europeus no pertanyien a races diferents, ja que només el color de la pell els diferenciava i no altres trets morfològics, com sí que passava amb els habitants del centre i sud d'Àfrica, per exemple.